# NGC 4146
NGC 4146 is een balkspiraalstelsel in het sterrenbeeld Hoofdhaar. Het hemelobject werd op 6 april 1785 ontdekt door de Duits-Britse astronoom William Herschel.

## Synoniemen
- UGC 7163
- MCG 5-29-28
- ZWG 158.36
- PGC 38721